# Station Flughafen BER
Station Flughafen BER (tot 2023 station Flughafen BER – Terminal 1-2) is een op 31 oktober 2020 geopend spoorwegstation, gelegen onder de luchthaven Berlin Brandenburg (BER) in Schönefeld in de deelstaat Brandenburg (Duitsland). Het station behoort tot de Duitse stationscategorie 2 en werd gelijktijdig met de nieuwe luchthaven geopend.

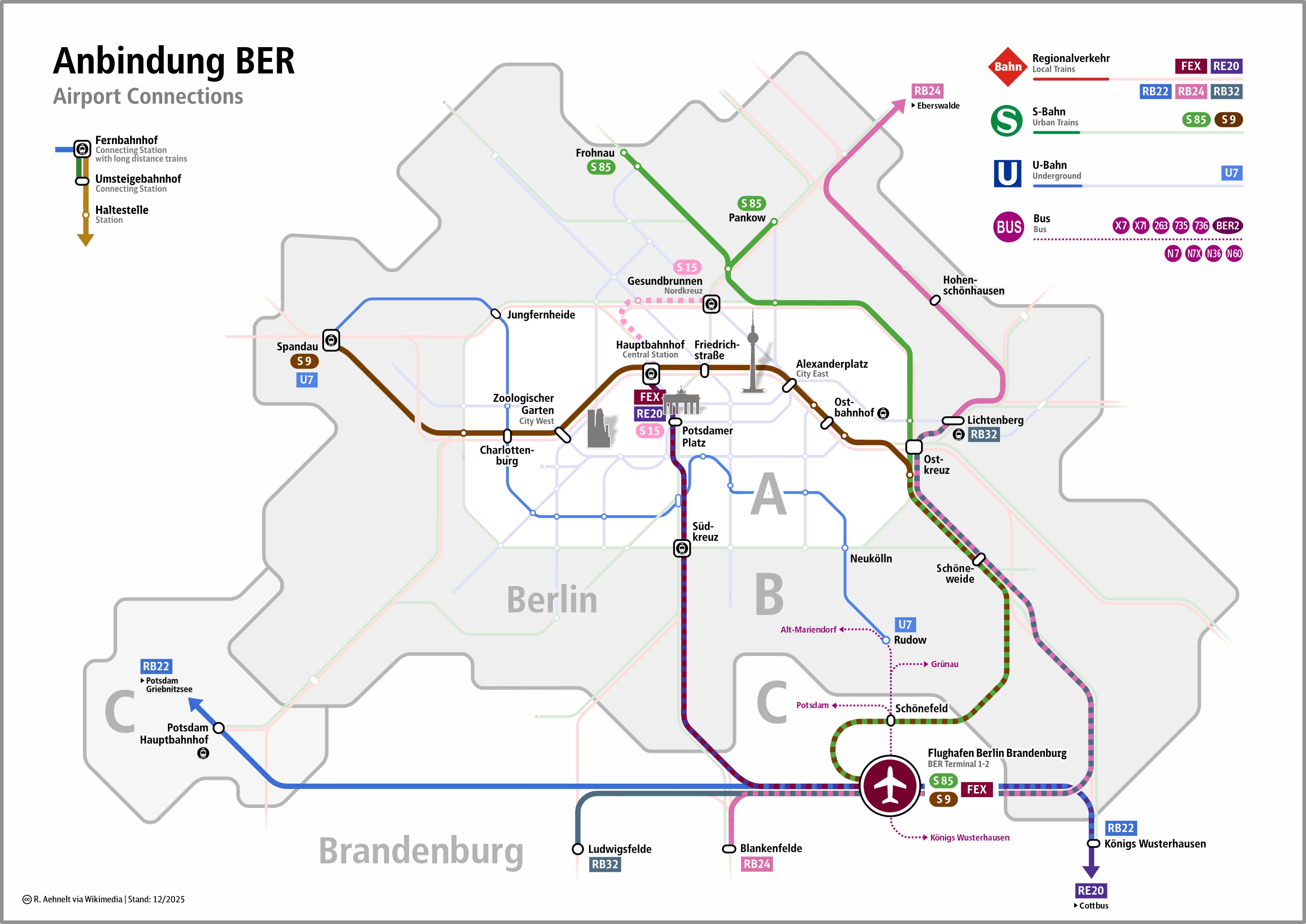
Verbindingen rondom de luchthaven